# Ochrophlegma
Ochrophlegma is een geslacht van rechtvleugeligen uit de familie Pyrgomorphidae. De wetenschappelijke naam van dit geslacht is voor het eerst geldig gepubliceerd in 1904 door Bolívar.

## Soorten
Het geslacht Ochrophlegma omvat de volgende soorten:
- Ochrophlegma pygmaea Karsch, 1888
- Ochrophlegma violacea Stål, 1876
- Ochrophlegma vittifera Walker, 1871